# Ulster Open 2012
Die Ulster Open 2012 im Badminton fanden vom 27. bis zum 28. Oktober 2012 in Lisburn statt.

## Sieger und Platzierte
| Disziplin    | Gold                        | Silber                          | Bronze                              |
| ------------ | --------------------------- | ------------------------------- | ----------------------------------- |
| Herreneinzel | Tony Stephenson             | Liam Oleary                     | Martin Io Wai Lau                   |
| Herreneinzel | Tony Stephenson             | Liam Oleary                     | Scott David Burnside                |
| Dameneinzel  | Sinead Chambers             | Jennie King                     | Victoria Ringland                   |
| Dameneinzel  | Sinead Chambers             | Jennie King                     | Catherine Coyle                     |
| Herrendoppel | Tony Murphy Tony Stephenson | David Gannon Niall Gannon       | Scott David Burnside Conor Hickland |
| Herrendoppel | Tony Murphy Tony Stephenson | David Gannon Niall Gannon       | Graham Henderson Eugene McKenna     |
| Damendoppel  | Sinead Chambers Jennie King | Kenda Ho Pamela Peard           | Catherine Coyle Aisling Ryan        |
| Damendoppel  | Sinead Chambers Jennie King | Kenda Ho Pamela Peard           | Ashleigh Coyne Clare M. Davidson    |
| Mixed        | Tony Stephenson Keelin Fox  | Stuart Lightbody Caroline Black | John Cassidy Ashleigh Coyne         |
| Mixed        | Tony Stephenson Keelin Fox  | Stuart Lightbody Caroline Black | Ryan Stewart Clare M. Davidson      |